# Irmgard Sigg
 (mai 2022).
 (mai 2022).
Irmgard Sigg est une sculptrice française née en 1934 en Allemagne (en Rhénanie-du-Nord-Westphalie, alors dans l'État libre de Prusse) et morte à Paris en 2021. 

## Biographie
Margarete Irmgard Knorsch est née le 18 février 1934 à Bielefeld en Allemagne. Elle a vécu et travaillé à Paris de 1955 à sa mort, le 19 mai 2021 à 87 ans. Elle a acquis la nationalité française en 1957. D'abord élève au Conservatoire national supérieur de musique (1956-1958), elle entre aux Beaux-Arts de Paris, atelier Collamarini, de 1963 à 1967.

## Expositions personnelles
- 1973 - Galerie Charley Chevalier
- 1981 - Galerie Darthea Speyer
- 1983 - Centre culturel de Villeparisis
- 1984 - Galerie Darthea Speyer
- 1988 - Galerie Darthea Speyer
- 1990 - Galerie Darthea Speyer
- 1994 - Galerie Darthea Speyer[1]
- 1995 - Centre d'art d'Ivry Galerie Fernand Léger
- 1999 - Le Fanal, Saint-Nazaire
- 2001 - Salle G. Kuntz Seloncourt
- 2001 - Musée Beurnier-Rossel, Montbeliard
- 2001 - Musée des ducs de Wurtemberg, Montbéliard[2]
- 2002, 2005, 2009 - Galerie Darthea Speyer
- 2014 - L'embarcadère, Montceau-les-Mines[3]

## Réalisations monumentales

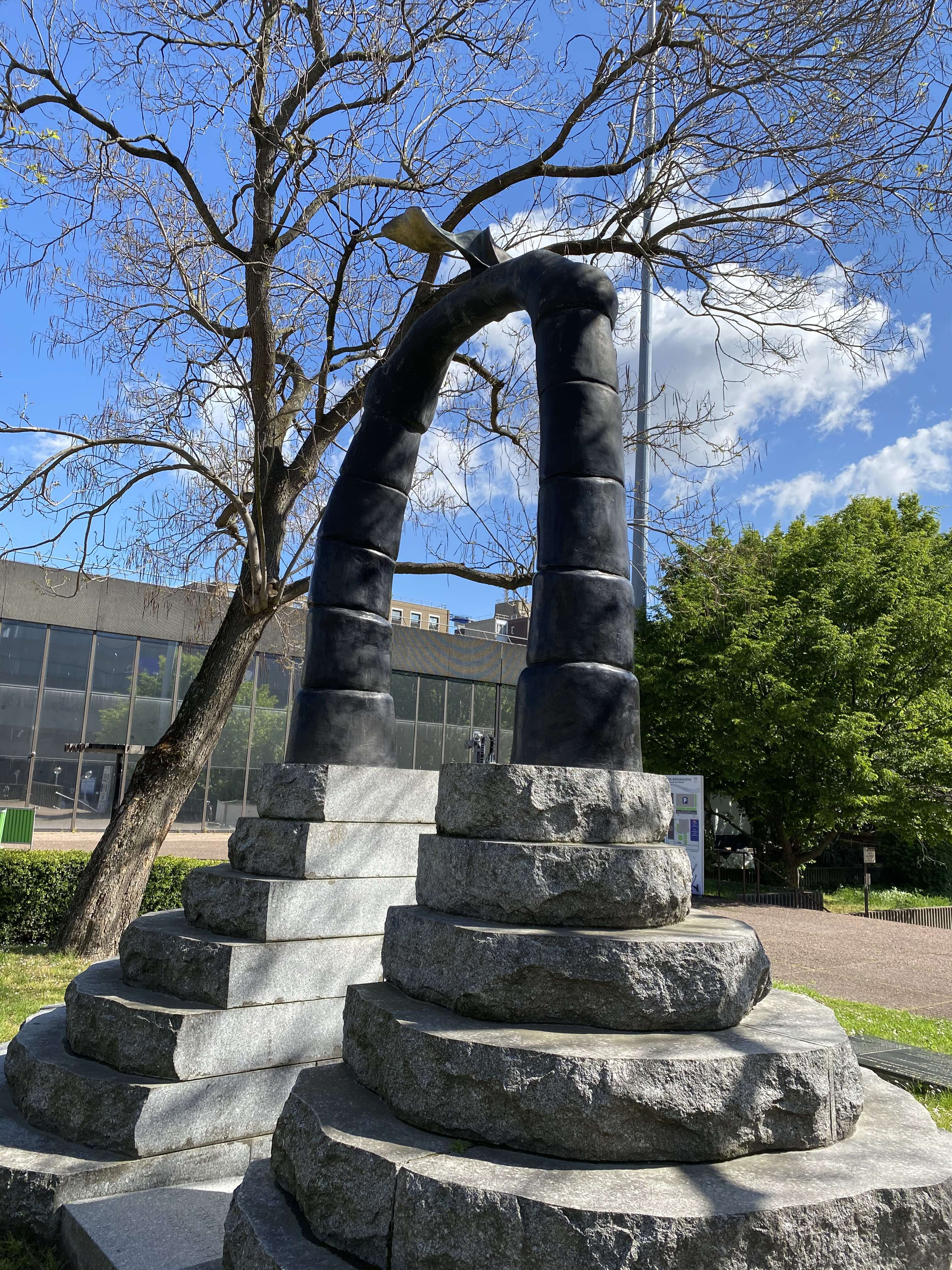
Arc de mémoire, Bobigny

- 1977 - Lieu du pouvoir - École du chemin vert, Bobigny
- 1981 - Château de non-lieu - Parc de la plaine de Neauphle, Saint-Quentin en Yvelines (détruit sans autorisation en 1990)
- 1984 - Le Gaucher - Institut de mathématique d'Orsay[4]
- 1986 - Île d'Isis - Fontaine Parc du plateau, Champigny-sur-Marne
- 1988 - l'Oracle de Delphes - Groupe scolaire Danielle Casanova, Vitry-sur-Seine
- 1989 - Apollon et Daphné - Maison d'hôtes, Ivry-sur-Seine (démontée lors de la restructuration du lieu)
- 1990 - Arc de mémoire - Monument à la Résistance, Esplanade de la préfecture, Bobigny

## Collections
- Dessin - Ville de Vitry-sur-Seine - 1994
- Sculpture - Ville de Caen- 1982
- Dessin - The William & Uytendale Scott Memorial Study Collection, Bryn Mawr College, Pennsylvanie, USA
- Sculpture - La nuit des chasseurs - Fonds national d'art contemporain, La Défense, Paris - 1973
- Sculpture - Lieu d'incertitude - Fonds national d'art contemporain, La Défense, Paris - 1980
- Dessins - Fonds régional d'art contemporain, Rhône-Alpes - 1985
- Sculpture - Fonds régional d'art contemporain, Ile de la Réunion - 1990
- Sculpture - Façade - Fonds départemental d'art contemporain du Val-de-Marne (MAC/VAL)
- Maquettes - Fonds départemental d'art contemporain de Seine-Saint-Denis - 1990
- Sculpture - Télémire - Fondation Camille, musée Sainte-Croix, Poitiers - 1984[5]
- Dessins - Collection Peter Stuyvesant, Amsterdam
- Maquette - Métro de Toulouse, Toulouse - 1995
- Sculpture - Est-elle apprivoisée ? - Hôtel Park Hyatt Paris-Vendôme, Paris - 1999

## Expositions collectives (sélection)
- 1977 - Travaux sur papier - Objets, Centre culturel de Villeparisis
- 1977 - Prix de la Jeune Sculpture, Paris
- 1978 - Groupe Espasme, Centre culturel Pablo Neruda, Corbeil-Essonnes
- 1979 - Groupe Espasme, Galerie Art Shop, Bâle, Suisse
- 1979 - Groupe Espasme, Centre culturel Pablo Neruda, Corbeil-Essonnes
- 1979 - Fondation nationale des Arts graphiques et plastiques, rue Berryer, Paris
- 1979 - Sculptures d'elles, fleurs et au-delà, Ivry-sur-Seine
- 1981 - Lieux de l'imaginaire, Ivry-sur-Seine et Vitry-sur-Seine
- 1982 - Prix de sculpture, Salon de Montrouge
- 1982 - Sculptures dans la ville, symposium de Caen
- 1984 - Sculptures dans l'usine, symposium Usines Renault de Sandouville et Musée du Havre
- 1987 - Fonds départemental d'art contemporain du Val-de-Marne, (acquisitions 1986)
- 1987 - Fondation Camille, Musée Sainte-Croix de Poitiers
- 1990 - Stand FIAC Galerie Darthea Speyer
- 1991 - Stand FIAC Galerie Darthea Speyer
- 2005 - Vénus en Périgord, Bergerac[6]
- 2012 - "Pas si bêtes" Galerie Villa des Tourelles, Nanterre

### Essay
- Georges Raillard: Räume in Schwingungen versetzen – Gedanken zu Skulpturen von Irmgard Sigg. In: Bildende Kunst, Berlin, 4/1982, S. 193-195

### Textes de catalogue
- Georges Raillard : Les temples d’Irmgard Sigg, 1981
- Renaud Camus : Péril du saut, 1986
- Anne Dagbert : Le voyage d’Atalante, 1988
- Françoise Bataillon : A propos des doubles, 1990
- Yves Michaud : Contorsionnistes, mutants et acéphales, 1994
- Yvon Taillandier : Le partage des épreuves, 1995
- Alin Avila : Lettre à Irmgard, 1999
- Philippe Cyroulnik : Un moment d’égarement, 2001

### Livres
- 50 sculpteurs choisissent le bois, Dominique Dalemont, éditions Somogy, 1998,  (ISBN 9782850563331)[7]
- Ateliers au féminin, Yves Michaud et Catherine Panchout, éditions « Au même titre », 1999,  (ISBN 9782912315281)